# 찰리 색스턴

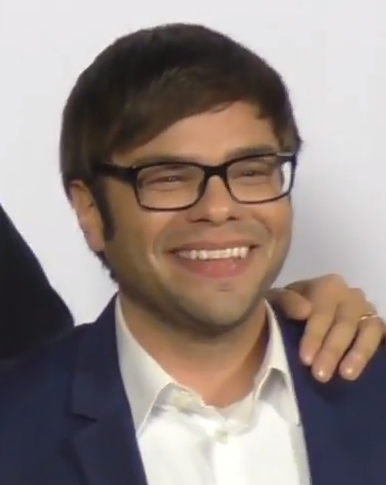

찰리 색스턴(Charlie Saxton, 1990년 1월 1일 ~ )은 미국의 성우, 배우, 텔레비전 배우이다.

## 방송
- 더 가이드 투 서바이빙 라이프
- 헝 3
- 헝 2
- 헝 1

## 영화
- 트롤헌터 시즌1 (2016년) - 토비 목소리 역
- 쿠퍼 바렛의 가이드 투 서바이빙 라이프 (2016년)
- 아이 엠 벤 (2012년) - 드류버드 역
- 헝 3 (2011년) - 데이몬 드럭커 역
- 트웰브 (2010년)
- 러블리 본즈 (2009년) - 로널드 드레이크 역
- 드림업 (2009년) - 버그 역
- 헝 1 (2009년)
- 해프닝 (2008년)